# Gerrit van Duyl
Gerrit van Duyl (Koudum, 18 september 1888 – Zeist, 27 december 1952) was een Nederlands theoloog en nationaalsocialistisch politicus.

## Leven en werk
Van Duyl studeerde theologie te Utrecht. Als Nederlands-hervormd predikant was hij tussen 1917 en 1929 onder andere werkzaam te Heerenveen, Assen en Hilversum. In de jaren 1917-1929 was hij secretaris van de 'Studieclub van moderne theologen'.
In 1933 werd hij lid van de Nationaal-Socialistische Beweging (NSB) van Anton Mussert. Binnen de NSB vervulde hij in de jaren 1933-1937 de functie van hoofd van de afdeling Vorming, in welke hoedanigheid hij verantwoordelijk was voor de politieke vorming der NSB-leden. Ook was hij gedurende 1936-1937 redacteur van het NSB-tijdschrift Vorming, later omgedoopt tot Ontwakend volk. Hij werd algemeen erkend als de beste spreker van de NSB, in welke hoedanigheid zijn redevoeringen steevast werden gekenmerkt door krachtdadige taal, neigend naar agressiviteit. Zo werd hij in 1935 tot een boete van f 100 (omgerekend naar de waarde in 2005 is dit: € 817) veroordeeld wegens belediging van het openbare gezag. Van Duyl vatte zijn taak als Vormingsleider op door te waken over de ideologische zuiverheid van de NSB. Vanuit deze overtuiging wees hij de leiding voortdurend op wat hij zag als tekortkomingen. In 1936 maakte Van Duyl namens de NSB een reis naar Nederlands-Indië waar hij in verschillende toespraken de partijboodschap uitdroeg. De organisatie hiervan was in handen van NSB-bestuurder en luitenant-kolonel in het KNIL Jan Hogewind. Op 2 november 1937 werd Van Duyl lid van de Eerste Kamer. Hij had al aangegeven dit niet te willen, maar destijds kon niet van zitting worden afgezien. Direct na installatie nam hij ontslag wat per de volgende zitting op 10 november officieel werd.  
In datzelfde jaar bereidde Van Duyl in het geheim een campagne voor tegen de vrijmetselarij, met de kennelijke bedoeling Musserts vertrouweling Farwerck ten val te brengen. Later in 1937 trachtte Van Duyl tegen Mussert zelf samen te spannen, onder meer wegens Musserts halfslachtige houding ten aanzien van het antisemitisme. De controverse tussen beiden kwam tot een climax naar aanleiding van de voor de NSB rampzalig verlopen Tweede Kamerverkiezingen van 1937. Het stemmenpercentage van twee jaar eerder bleek na telling der stemmen gehalveerd en het werd duidelijk dat de NSB nooit op eigen kracht de macht zou verwerven. Van Duyl en zijn aanhangers aarzelden niet Mussert de verantwoordelijkheid voor het slechte resultaat in de schoenen te schuiven. Het plan werd gesmeed om Mussert voor enkele maanden naar Zwitserland te zenden en hem vervolgens af te zetten. Mussert kreeg echter lucht van het complot. Hij reageerde effectief: Van Duyl en diens volgelingen werden gedwongen de NSB te verlaten.
Na zijn vertrek uit de NSB was hij in 1938 een der oprichters van de Nederlandsche Volkspartij. Na de inval was hij onder meer lid van de NSNAP-Van Rappard en trad hij op als spreker voor deze groepering totdat Van Rappard zijn NSNAP op 27 september 1941 ophief. Van Duyl was verder begunstigend lid van de Germaansche SS in Nederland. Ook voor deze club trad hij op als spreker, bijvoorbeeld in Rotterdam op 20 maart 1943. In augustus van dat jaar vertrok hij met zijn tweede vrouw naar Duitsland. In mei '46 werd hij in Nederland gearresteerd en in april 1948 door het Bijzonder Gerechtshof in Amsterdam veroordeeld tot tien jaar gevangenisstraf met aftrek van voorarrest. In 1951 werd hij op vrije voeten gesteld.